# Črečan (Sveti Ivan Zelina)
Črečan je naseljeno mjesto u Zagrebačkoj županiji u Republici Hrvatskoj.

## Zemljopis
Administrativno je u sastavu grada Sveti Ivan Zelina. Pripada poštanskom uredu 10380 Sveti Ivan Zelina. Proteže se na površini od 0,67 km².

## Stanovništvo
Prema popisu iz 2001. Črečan ima 198 stanovnika koji žive u 53 kućanstva. Gustoća naseljenosti iznosi 295,52 st./km².
| broj stanovnika | 111   | 107   | 125   | 147   | 170   | 183   | 176   | 179   | 206   | 203   | 193   | 179   | 185   | 183   | 198   | 167   | 136   |
|                 | 1857. | 1869. | 1880. | 1890. | 1900. | 1910. | 1921. | 1931. | 1948. | 1953. | 1961. | 1971. | 1981. | 1991. | 2001. | 2011. | 2021. |